# Argus As 10
Der Argus As 10 ist ein historischer Flugmotor der Argus Motoren Gesellschaft (Berlin) aus den 1930er-Jahren.

## Aufbau
Der As 10 ist ein hängender (Kurbelwelle oben) Achtzylinder-V-Motor mit 90° Bankwinkel.
Das Kurbelgehäuse besteht aus Elektronguss. Die vierfach gekröpfte Kurbelwelle ist fünffach gelagert; je zwei Pleuel greifen in einen Hubzapfen ein. Da die rechte und linke Zylinderbank symmetrisch ausgeführt sind, kommen je Hubzapfen ein Gabelpleuel und ein in die Gabel greifendes Einzelpleuel zum Einsatz. Die Kolben wurden in der Serienproduktion im Kokillengussverfahren hergestellt und tragen drei Kompressionsringe sowie einen Ölabstreifring. Die Zylinderköpfe mit einem Ein- und Auslassventil pro Zylinder bestehen aus Aluminiumguss. 
Die hängenden Ventile werden von einer zentralen, fünffach gelagerten Nockenwelle über Stößel, Stoßstangen und rollengelagerte Kipphebel betätigt. Die Nockenwelle wird über Stirnräder angetrieben. Der Ventiltrieb ist komplett gekapselt und öldicht ausgeführt.
Als Vergaser sind zwei rückenflugtaugliche SUM 729a oder 730a eingebaut. Die Trockensumpfumlaufschmierung ist mit einer Druckpumpe und zwei Absaugpumpen (in den Zylinderköpfen) ausgestattet und kann für Rückenflugtauglichkeit um eine Ölpumpe erweitert werden. Zur Ölreinigung sind drei Grobfilter und ein Spaltfilter vorgesehen. 
Die flugzeugübliche Doppelzündanlage mit zwei Magnetzündern und zweistufiger elektrischer Verstellung des Zündzeitpunktes kommt von Bosch. Zum Starten wird die Zündung auf „spät“ (Zündung nach Überwinden des oberen Totpunktes) gestellt, was bei Fehlzündungen ein Rückschlagen des Motors verhindert und den Motor besser starten lässt. Nach dem Anlaufen wird sofort auf Frühzündung umgeschaltet.
Angelassen wird der Motor entweder über eine Handstarteinrichtung (Handkurbel) oder eine Druckluftstartanlage. Wahlweise war auch ein Bosch-Anlasser für ein 24-V-Gleichstrom-Bordnetz lieferbar.

## Heutige Bedeutung
Derzeit ist nur noch eine sehr geringe Anzahl von Argus-AS-10-Motoren im Einsatz. Es dürften weltweit wohl weniger als zehn Stück sein, wovon drei in den noch fliegenden deutschen Messerschmitt Bf 108 und zwei in flugfähigen Fieseler Storch eingesetzt werden. Wie viele potentiell restaurationsfähige Motoren noch in Museen oder in Privatbesitz lagern, ist nicht ermittelbar. Die wenigen erhaltenen Oldtimerflugzeuge mit einem originalen Argus-AS-10-Motor werden noch gelegentlich auf Flugschauen gezeigt.

## Technische Daten As 10 C

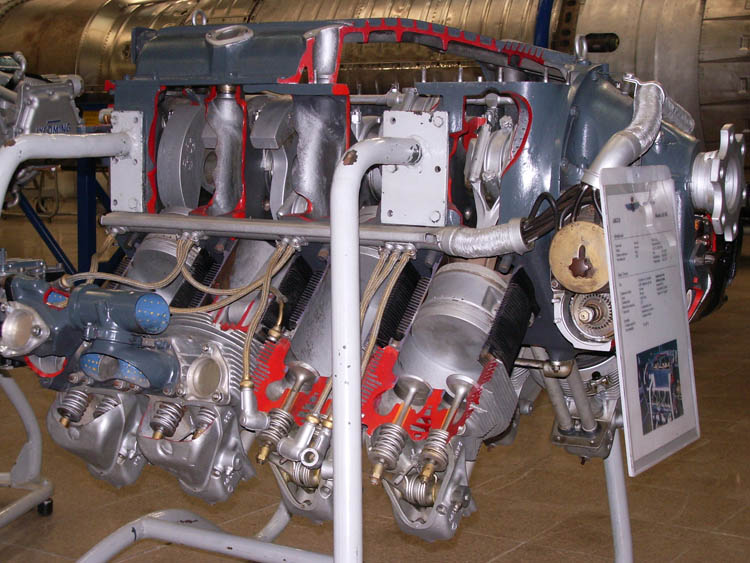
Argus As 10 C

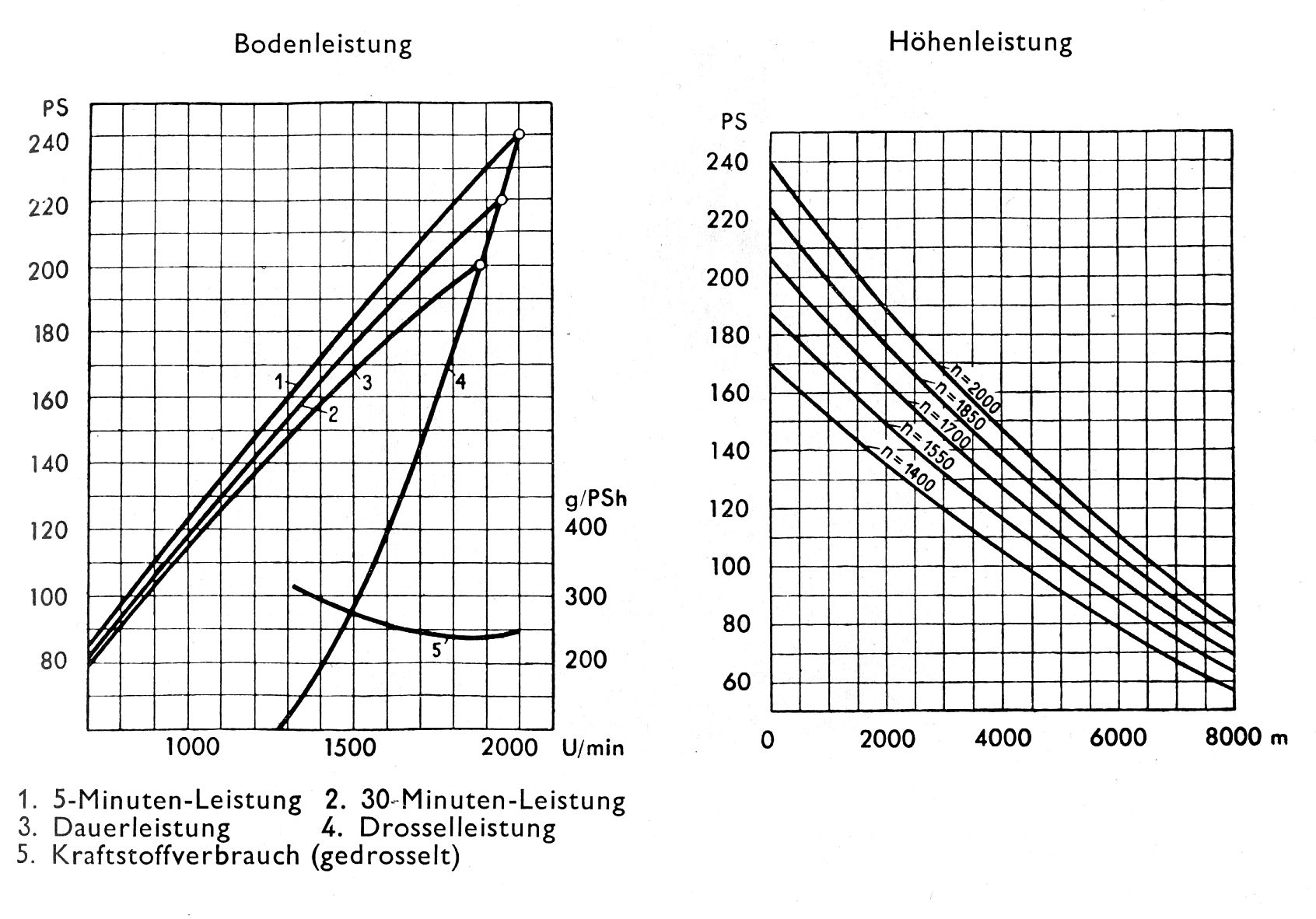
Kenndaten

- 8 Zylinder in V-Anordnung, hängend, 90° Zylinderwinkel, Otto-Viertakt, luftgekühlt
- Verdichtungsverhältnis 6,9:1
- Bohrung × Hub: 120 mm × 140 mm
- Gesamthubraum: 12.667 cm³
- Startleistung: (5 Min) 240 PS (176 kW) bei einer Drehzahl von 2000/min
- Notleistung: (30 min) 220 PS (162 kW) bei einer Drehzahl von 1940/min
- Reiseleistung: 200 PS (147 kW) bei einer Drehzahl von 1880/min
- Zylinderleistung: 30 PS
- Hubraumleistung: 18,95 PS/l
- Leistungsgewicht: 0,89 kg/PS
- Kolbenbelastung: 0,265 PS/cm³
- Einbaugewicht: 232 kg
- Kraftstoffverbrauch Ottokraftstoff (min. 78 Oktan) im Reiseflug: ca. 60 Liter/Stunde
- Höchster Luftschraubendurchmesser: 2300 mm
- Zündfolge: 1–5–4–8–7–2–6–3
- Drehsinn der Kurbelwelle: rechts
- Untersetzungsgetriebe: nein
- Höchstzulässige Zylindertemperatur: 285 °C
- Leerlaufdrehzahl: 350/min
- Grenzdrehzahl für eine Minute gedrosselten Sturzflug: 2600/min

## Technische Daten As 10 E
- 8 Zylinder in V-Anordnung, hängend, 90° Zylinderwinkel, Otto-Viertakt, luftgekühlt
- Verdichtungsverhältnis 6,9:1
- Bohrung × Hub: 120 mm × 140 mm
- Gesamthubraum: 12.667 cm³
- Maximalleistung: (1 Min) 270 PS (198 kW) bei einer Drehzahl von 2100/min
- Startleistung: (5 Min) 240 PS (176 kW) bei einer Drehzahl von 2000/min
- Notleistung: (30 min) 220 PS (162 kW) bei einer Drehzahl von 1940/min
- Reiseleistung: 200 PS (147 kW) bei einer Drehzahl von 1880/min
- Einbaugewicht: 232 kg
- Kraftstoffverbrauch Ottokraftstoff (min. 78 Oktan) im Reiseflug: ca. 60 l/h
- Höchster Luftschraubendurchmesser: 2300 mm

Die Leistungssteigerung der E-Version gegenüber der C-Version wird durch einen größeren Luftdurchlassquerschnitt nebst einer größeren Bedüsung in den Vergasern erreicht.

## Technische Daten des As 10 C im Detail
- Einbaumaße:
  - Länge, gr. (ohne Nabe): 1105 mm
  - Breite, gr.: 880 mm
  - Höhe, gr.: 718 mm

- Kraftstoff:
  - Oktanzahl: mindestens 78
  - Kraftstoffdruck: 0,12 bis 0,2 at

- Schmierstoff:
  - Sommer: Aeroshell Schwer / Stanavo 120 / Grünring
  - Winter: Aeroshell Schwer / Stanavo 100 / Rotring
  - Schmierstoffdruck: 3–6 at
  - Schmierstoffinhalt: 3,5 l
  - Eintrittstemperatur: bis 85 °C
  - Austrittstemperatur: 97 °C
  - Wärmeabfuhr 2,9 kW (2500 kcal/h)

- Gewichte:
  - Trockengewicht: 213 kg
  - Einbaugewicht: 232 kg

- Schwerpunkt des Motors:
  - hinter Luftschrauben-Hinterkante: 545 mm
  - unter Kurbelwellenmitte: 128 mm

- Schmierung:
  - Trockensumpf-Druckumlaufschmierung
    - eine Druckpumpe
    - zwei Absaugpumpen in einem Gehäuse
    - drei Siebgrobfilter
    - ein Spalt-Feinfilter

- Anlasser:
  - rückschlagsichere, selbsttätig eingreifende Argus-Handdrehvorrichtung
  - Pressluft 20 bar oder elektrischer Bosch-Durchdrehanlasser

- Kurbelgehäuse:
  - fünfteilig
  - aus vergütetem Elektronguss
  - durch doppelte Lagerwände besonders biegungs- und drehsteif ausgebildet

- Kurbelwelle:
  - vierfach gekröpft, mit angeschraubten Gegengewichten
  - aus zäh vergütetem Sonderstahl im Gesenk geschmiedet und allseitig bearbeitet
  - fünf Kurbelwellenlager aus Bleibronze in Stahlschalen

- Pleuel:
  - Gabel- und Mittelpleuelstangen mit H-Querschnitt
  - aus zäh vergütetem Sonderstahl im Gesenk geschmiedet und allseitig bearbeitet
  - Pleuellager aus Bleibronze in Stahlschalen

- Kolben:
  - aus Aluminium-Sonderlegierung in Kokille gegossen
  - drei Kolbenringe
  - ein Schmierstoffabstreifring
  - schwimmend gelagerter Kolbenbolzen

- Zylinder:
  - Laufbuchsen aus hart vergütetem Sonderstahl im Gesenk geschmiedet
  - Zylinderköpfe aus einer warmfesten Aluminiumlegierung gegossen
  - Auslassventile aus Sonderstahl
  - Einlassventile, Ventilführungen und Zündkerzensitze aus Bronze

- Steuerung:
  - öldicht gekapselte Stoßstangensteuerung
  - rollengelagerte Kipphebel
  - Antrieb von der im Kurbelgehäuse fünffach gelagerten Nockenwelle
  - ein Einlass- und ein Auslassventil je Zylinder
  - Ventilschäfte durch Nitrieren gehärtet
  - Auslassventilträger mit Hartmetallauflage

- Vergaser:
  - zwei SUM-Vergaser
  - Baumuster 729 und 730 mit Gemischregelung und Rückenflugeinrichtung
  - Gemischvorwärmung durch Abgase

- Kraftstoffförderung:
  - eine mechanische JUMO-Kraftstoff-Doppelpumpe (Größe 2) mit selbsttätiger Druckregelung

- Zündung:
  - zwei Bosch-Zündmagnete mit elektrischer zweistufiger Verstellung des Zündzeitpunktes und Schnappkupplung
  - zwei Zündkerzen je Zylinder, Gewinde M12 × 1,25
  - Entstörung der gesamten Zündanlage

- Kühlung:
  - Luftkühlung mit besonderer Kühlluftführung
  - Kühlluftführung durch das teils doppelwandige Kurbelwellengehäuse durch Kühlluftkanäle unterhalb der Kurbelwellenlagerschalen

- Luftschraubennabe:
  - Rupp-Anflanschnabe für Festpropeller oder typspezifische Nabe für verstellbare Luftschraube

- Hilfsantriebe:
  - zwei freie Antriebe mit Flanschanschluss am hinteren Deckel zum beliebigen Anbau von:
    - Stromerzeuger
    - MG-Steuerung
    - Rückenflug-Schmierstoffpumpe
    - Öl- oder Luftverdichter

## Verwendung
- Arado Ar 66
- Arado Ar 76
- Arado Ar 77
- Arado Ar 96 A
- Fieseler Fi 156 „Storch“
- Fieseler Fi 256
- Focke-Wulf A 43 „Falke“ (später Fw 43 genannt)
- Focke-Wulf Fw 47
- Focke-Wulf Fw 55
- Focke-Wulf Fw 56 „Stößer“
- Focke-Wulf Fw 58 „Weihe“
- Focke-Wulf Fw 186
- Gotha Go 145
- Gotha Go 147
- Gotha Go 149
- Heinkel He 74
- Henschel Hs 121
- Henschel Hs 125
- Horten H VII
- Klemm Kl 36 B
- Klemm Kl 151
- Messerschmitt Bf 108 „Taifun“
- Messerschmitt Bf 163
- Messerschmitt Me 208
- Mráz K-65 „Čáp“
- Sack AS-6 „Fliegender Bierdeckel“
- Siebel Si 201